# Прущ-Гданський (гміна)
Гміна Прущ-Гданський, також Гміна Прущ-Ґданський (пол. Gmina Pruszcz Gdański) — сільська гміна у північній Польщі. Належить до Гданського повіту Поморського воєводства.
Станом на 31 грудня 2011 у гміні проживало 22345 осіб.
До 31 грудня 2017 року садиба гміни була у місті Прущ-Гданський, з  січня 2018 року садибу перенесено у село Юшково.

## Територія
Згідно з даними за 2007 рік площа гміни становила 142.56 км², у тому числі:
- орні землі: 79.00%
- ліси: 4.00%

Таким чином, площа гміни становить 17.97% площі повіту.

## Населення
Станом на 31 грудня 2011:
| Опис     | Загалом | Загалом | Чоловіки | Чоловіки | Жінки | Жінки |
| -------- | ------- | ------- | -------- | -------- | ----- | ----- |
| одиниця  | осіб    | %       | осіб     | %        | осіб  | %     |
| все      | 22345   | 100     | 11085    | 49.61    | 11260 | 50.39 |
| міське   | 0       | 100     | 0        |          | 0     |       |
| сільське | 22345   | 100     | 11085    | 49.61    | 11260 | 50.39 |

## Сусідні гміни
Гміна Прущ-Гданський межує з такими гмінами: Кольбуди, Прущ-Гданський, Пщулкі, Сухий Домб, Тромбкі-Вельке, Цедри-Вельке.